# 1700
1700 (хиляда и седемстотна) година (MDCC) е:
- високосна година, започваща в понеделник по юлианския календар;
- обикновена година, започваща в петък по григорианския календар.

Тя е 1700-тната година от новата ера и след Христа, 700-тната от 2-ро хилядолетие и 100-тната и последна година от 17 век.
Тъй като 1700 не е кратно на 400 по григорианския календар това е обикновена година, докато по юлианския 1700 е кратно на 4, затова е високосна. Така до 28 февруари по григорианския календар той е с 10 дни напред от юлианския (както е бил през целия 17 век), а от 1 март вече става с 11 дни напред (както ще е през целия 18 век, до 28 март 1800 г.).

## Събития
- 1 януари – В Русия е въведен юлианският календар.
- 26 януари – Голямо земетресение в Каскадия, Северна Америка.
- 30 януари – Състои се премиерата на операта „Ераклея“ от Алесандро Скарлати в театър „Сан Бартоломео“ в Неапол, Италия.
- 3 февруари – Пожар унищожава значителна част от центъра на Единбург, Шотландия.
- 27 февруари – Английският мореплавател Уилям Дампир открива остров Нова Британия.
- 1 март – В Швеция е пропуснат 29 февруари, с което е въведен нов календар, известен като Шведски календар.
- 5 май – Състои се премиерата на музикалната драма „Одоардо“ от Алесандро Скарлати в театър „Сан Бартоломео“ в Неапол, Италия.
- 11 юли – Основана е Германската академия на науките от Фридрих I.
- 14 юли (3 юли стар стил) – Сключен е Константинополският мирен договор между Руското царство и Османската империя, с който се слага край на Руско-турската война, започнала 1686 г.
- 5 август – Състои се премиерата на музикалната приказка „Дафне“ от Алесандро Скарлати в Неапол, Италия.
- 15 ноември – Филип V Испански става крал на Испания.
- 23 ноември – Започва понтификата на папа Климент XI.
- 30 ноември – Състои се Битката при Нарва между руските и шведските войски в хода на Великата северна война.

## Родени
- Бартоломео Франческо Разстрели, руски бароков архитект († 1771 г.)
- 14 януари – Пикандер, немски поет († 1764 г.)
- 29 януари – Даниел Бернули, швейцарски математик († 1782 г.)
- 2 февруари – Йохан Кристоф Готшед, немски писател († 1766 г.)
- 16 август – Клеменс Август Баварски, немски аристократ († 1761 г.)
- 17 август – Йожеф Ракоци, унгарски политик († 1738 г.)

## Починали
- Луи Жолие, канадски пътешественик (* 1645 г.)
- 12 май (1 май стар стил) – Джон Драйдън, английски поет (* 1631 г.)
- 15 септември – Андре Льо Нотър, френски архитект (* 1613 г.)
- 27 септември – Инокентий XII, римски папа (* 1615 г.)
- 1 ноември – Карлос II, крал на Испания (* 1661 г.)